# Rajska
Rajska je naseljeno mjesto, entitetskom linijom podijeljeno između općine Modriča, Republika Srpska i općine Gradačac, Federacija Bosne i Hercegovine, BiH.

## Povijest
Rajska se do rata nalazila u sastavu općine Gradačac.

## Stanovništvo
| Rajska             |                |              |              |
| godina popisa      | 1991.          | 1981.        | 1971.        |
| Muslimani          | 1.007 (96,92%) | 946 (97,72%) | 790 (93,27%) |
| Srbi               | 4 (0,38%)      | 13 (1,34%)   | 50 (5,90%)   |
| Hrvati             | 0              | 0            | 1 (0,11%)    |
| Jugoslaveni        | 6 (0,57%)      | 9 (0,92%)    | 4 (0,47%)    |
| ostali i nepoznato | 22 (2,11%)     | 0            | 2 (0,23%)    |
| ukupno             | 1.039          | 968          | 847          |